# Thunderbears de Houston
Stade
Maillots
Le ThunderBears de Houston est une équipe de football américain basée à Houston au Texas. L'équipe a évolué de 1996 à 2001 dans la division Ouest (West Division (AFL) de l'American Conference du championnat d'Arena Football League (AFL). Elle est d'abord créé sous le nom de Terrors du Texas en 1996 avant de changer de nom deux ans plus tard. En proie à des problèmes d'assistance pendant la majeure partie de son existence, l'équipe cesse ses activités en 2001. Elle disputait ses matchs à domicile au Compaq Center.
Les six saisons de son existence coïncident avec l’absence d'une équipe de National Football League dans la région de Houston. Les Houston Oilers avaient annoncé leur départ de la ville après la saison 1995 (à cause du peu d'assistance aux matchs et du déclin des ressources provenant du pétrole) et les Texans de Houston ne débuteront à jouer qu'en 2002.

## Histoire

### Terror du Texas (1996–1997)
Le Terror du Texas étaient une franchise de l'Arena Football League (AFL) pendant les saisons 1996 et 1997. Ils jouaient leurs matchs à domicile au Lakewood Church Central Campus qui accueillait également les matchs des Houston Rockets évoluant en NBA. Leur logo était une représentation stylisée de Frankenstein tenant un ballon de football américain.
La saison 1996 fut un désastre total, l'équipe ne remportant qu'un seul match contre une toute nouvelle équipe (les Minnesota Fighting Pike (en)). La saison 1997 est nettement meilleure avec un bilan de 6 victoires pour 8 défaites mais les spectateurs étaient très peu nombreux surtout en fonction de la grandeur de la salle. Après la fin de saison, il est décidé de reconstruire la franchise, de supprimer le logo et le nom de l’équipe existants et de renommer la franchise les ThunderBears de Houston.

### Houston ThunderBears (1998–2001)
Les ThunderBears de Houston sont la continuation de la franchise de Texas Terror mais sous un nouveau nom, un nouveau logo et des couleurs différentes. La franchise joue ses matchs à domicile au Compaq Center. La saison 1998 sera la meilleure de l'histoire de la franchise avec un bilan positif de 8 victoires pour 6 défaites. Ils participent à leurs seuls playoffs de leur histoire (défaite contre les Rattlers de l'Arizona. Le déclin survient lors des deux années suivantes tant au niveau des résultats que de l'assistance aux matchs. En fin de saison 2001 le propriétaire, Leslie Alexander (en), également propriétaire des Houston Rockets en NBA) décide de vendre la franchise à l'AFL. Même si elle est toujours dénommée Houston ThunderBears, l'équipe ne joue plus à Houston. la ligue décide d’en faire une équipe d’exhibition pour tenter de conquérir de nouveaux marchés, jouant ainsi à Bismarck dans le Dakota du Nord, à Madison dans le Wisconsin et à Charleston en Virginie-Occidentale. Quatre nouvelles équipes AFL seront ainsi créées (Utah Blaze, Fresno Frenzy (en), Central Valley Coyotes (en) et Lubbock Renegades (en)) après leur passage. Les joueurs de l'équipe seront finalement dispersés dans trois autres franchises de AFL pendant l'intersaison 2001–2002.

## Statistiques
| Texas Terror         | Texas Terror | Texas Terror | Texas Terror | Texas Terror      | Texas Terror                                              |
| Saison               | G            | P            | N            | Classement        | Résultats en série éliminatoire                           |
| -------------------- | ------------ | ------------ | ------------ | ----------------- | --------------------------------------------------------- |
| 1996                 | 1            | 13           | 0            | 4e NC Southern    | --                                                        |
| 1997                 | 6            | 8            | 0            | 3e AC Central     | --                                                        |
| Houston Thunderbears |              |              |              |                   |                                                           |
| Saison               | G            | P            | N            | Classement        | Résultats en série éliminatoire                           |
| 1998                 | 8            | 6            | 0            | 1er AC Central    | Perdu au 1er tour contre les Rattlers de l'Arizona, 36-50 |
| 1999                 | 4            | 10           | 0            | 4e AC Central     | --                                                        |
| 2000                 | 3            | 11           | 0            | 4e AC Central     | --                                                        |
| 2001                 | 3            | 11           | 0            | 4e AC Western     | --                                                        |
| Total                | 25           | 60           | 0            | (playoffs inclus) | (playoffs inclus)                                         |

## Meilleurs joueurs

### Arena Football Hall of Famers
| N° | Nom                | Année | Poste | Saisons avec les ThunderBears |
| -- | ------------------ | ----- | ----- | ----------------------------- |
| 13 | Clint Dolezel (en) | 2012  | QB    | 1997–1999                     |

### Récompenses individuelles
| Saison | Joueur             | Poste |
| ------ | ------------------ | ----- |
| 1997   | Carlos Fowler (en) | OL/DL |

| Saison | Joueur           | Poste |
| ------ | ---------------- | ----- |
| 2000   | Ben Bronson (en) | OS    |

### Joueurs All-Arena
Les joueurs suivants des ThunderBears furent sélectionné dans l'équipe type de la AFL (All-Arena) :
- WR/DB Rodney Blackshear
- OL/DL Carlos Fowler

### Joueurs All-Ironman
Les joueurs suivants des ThunderBears furent sélectionné dans l'équipe type All-Ironman :
- WR/DB Rodney Blackshear, Sedrick Robinson

### Joueurs All-Rookie
Les joueurs suivants des ThunderBears furent sélectionné dans l'équipe type des Rookies :
- FB/LB Terrence Melton
- WR/DB Sedrick Robinson